# Československá basketbalová liga 1984/1985
1. basketbalová liga 1984/1985 byla v Československu nejvyšší ligovou basketbalovou soutěží mužů, v ročníku 1. ligy hrálo 10 družstev. Inter Bratislava získal titul mistra Československa, Chemosvit Svit skončil na 2. místě a RH Pardubice na 3. místě. Do kvalifikace s vítězi národních lig sestoupilo družstvo na 10. místě – Slavia SVŠT Bratislava, z kvalifikace se vrátilo zpět do příštího ročníku ligy.
Konečné pořadí:
1. Inter Bratislava (mistr Československa 1985) – 2. Chemosvit Svit – 3. RH Pardubice – 4. NHKG Ostrava – 5. Zbrojovka Brno – 6. Slávia VŠD Žilina – 7. Dukla Olomouc – 8. Sparta ČKD Praha – 9. VŠ Praha – účast v kvalifikaci o 1. ligu: 10. Slavia SVŠT Bratislava

## Systém soutěže
Všech deset družstev hrálo dvoukolově každý s každým (zápasy doma–venku), každé družstvo odehrálo 18 zápasů. Po základní části se družstva rozdělila na tři skupiny. První 4 družstva hrála podle pořadí dva turnaje a následovalo play-off na dva vítězné zápasy. Podle pořadí další dvě trojice družstev v jejich místě uspořádaly turnaje. Poslední tým tabulky (10. místo) hrál kvalifikaci s vítězi národních lig.

## Tabulka základní část 1984/1985
| Poř. | Tým                    | Z  | V  | P  | Skóre     | Body | Koneč. pořadí |
| ---- | ---------------------- | -- | -- | -- | --------- | ---- | ------------- |
| 1.   | Inter Bratislava       | 24 | 19 | 5  | 2186:1969 | 43   | 1. místo      |
| 2.   | Chemosvit Svit         | 24 | 18 | 6  | 1993:1823 | 42   | 2. místo      |
| 3.   | RH Pardubice           | 24 | 13 | 11 | 2083:2090 | 37   | 3. místo      |
| 4.   | NHKG Ostrava           | 24 | 12 | 12 | 1999:1990 | 36   | 4. místo      |
|      |                        |    |    |    |           |      |               |
| 5.   | Zbrojovka Brno         | 24 | 13 | 11 | 2117:2012 | 40   |               |
| 6.   | Slávia VŠD Žilina      | 24 | 13 | 11 | 2098:2052 | 37   |               |
| 7.   | Dukla Olomouc          | 24 | 10 | 14 | 1981:2015 | 34   |               |
|      |                        |    |    |    |           |      |               |
| 8.   | Sparta Praha           | 24 | 10 | 14 | 1900:1984 | 34   |               |
| 9.   | VŠ Praha               | 24 | 7  | 17 | 1883:2070 | 31   |               |
| 10.  | Slavia SVŠT Bratislava | 24 | 5  | 19 | 1926:2160 | 29   |               |

## Play off 1984/1985
- Semifinále:
  - Inter Bratislava – NHKG Ostrava 2:0 (93:85, 87:76)
  - Chemosvit Svit – RH Pardubice 2:1 (95:77,65:87, 79:55)
- o 3. místo: RH Pardubice – NHKG Ostrava 2:0 (80:74, 94:91)
- Finále: Inter Bratislava – Chemosvit Svit 2:1 (89:78, 86:90, 74:65)

## Sestavy (hráči, trenéři) 1984/1985
- Internacionál Slovnaft Bratislava: Stanislav Kropilák, Peter Rajniak, Juraj Žuffa, T. Michalík, Kristiník, Kratochvíl, Kevenský, Žákovec, Pochabá, Dorazil, Koreň, Procházka. Trenér Miroslav Rehák
- Chemosvit Svit: Jaroslav Skála, Igor Vraniak, Gustáv Hraška, Miloš Pažický, Stanislav Votroubek, Ivan, Míčka, Žídek, Peter Steinhauser, R. Vraniak, Majerčák, Steltenpohl. Trenér Rudolf Vraniak
- RH Pardubice: Oto Matický, Jaroslav Kantůrek, Miloš Kulich, Ladislav Rous, Burgr, Bříza, Zuzánek, Vaněček, Kůrka, Faltýnek, Kolár, Zikuda, Macela. Trenér Jan Skokan
- NHKG Ostrava: Zdeněk Böhm, Vojtěch Petr, Martin Brázda, Dušan Medvecký, Kamil Novák, Kocian, Pršala, Wrobel, Cieslar, Bohm, Kovář, Čmolík. Trenér Zdeněk Hummel
- Zbrojovka Brno: Vlastimil Havlík, Kamil Brabenec, Jiří Jandák, Leoš Krejčí, Josef Nečas, Josef Jelínek, M. Svoboda, Hanáček, Kubrický, Plch. Lupač, Slobodník, Kraus. Trenér Zdeněk Bobrovský.
- Slávia VŠD Žilina: Jozef Michalko, Josef Hájek, Mašura, L. Hrnčiar, Jonáš, M. Hrnčiar, Kňaze, L Vilner. I. Jančura. Konečný, Šplíchal, Bystroň, Nerad, Brokeš. Trenér B. Iljaško
- Dukla Olomouc: Jiří Okáč, Dušan Žáček, Josef Šťastný, Stopka. Jimramovský, P. Jančura, Váňa, Kraus, Lauermann, S. Petr, V. Krejčí, Kofroň, Halamásek, Marciš, Krbec Tréner V. Dzurilla
- Sparta Praha: Vladimír Vyoral, Michal Ježdík, Zdeněk Douša, Libor Vyoral, Adolf Bláha, Lubomír Lipold, Petr Řihák, Jiří Brůha, Lukáš Rob, R. Daneš, M. Bakajsa, M. Michálek, Kučera. Trenéři Vladimír Mandel
- VŠ Praha: Vladimír Ptáček, Vlastibor Klimeš, Václav Hrubý, Štybnar, Jiří Šťastný, Matušů, P. Hartig, V. Raška, Hanzlík, Richter, Zlotíř, Beneš, Sagula, Najman, Šedivý. Trenér Jaroslav Šíp
- Slavia SVŠT Bratislava: Dušan Lukášik, Orgler. Považanec. Halahija, Jašš, Hajduk, Szabo, Oleríny, Uberal, Bubák, Vaškovič, Pasovský, Doležal, Frátrič. Trenér A. Riecky

## Zajímavosti
- Olympijské hry 1984 Los Angeles, USA, v srpnu 1984. Konečné pořadí: 1. USA, 2. Španělsko, 3. Jugoslávie. Družstvo mužů Československa se nekvalifikovalo.
- Mistrovství Evropy v basketbale mužů 1985 se konalo v červnu v Německu Stuttgart. Mistrem Evropy byl Sovětský svaz, Československo na 2. místě a Itálie na 3. místě. Československo, které hrálo v sestavě: Kamil Brabenec 143 bodů /8 zápasů, Peter Rajniak 128 /8, Stanislav Kropilák 122 /8, Jaroslav Skála 94 /8, Vlastimil Havlík 89 /8, Oto Matický 44 /5, Jiří Okáč 30 /6, Zdeněk Böhm 28 /7, Juraj Žuffa 11 /4, Igor Vraniak 11 /4, Leoš Krejčí 9 /4, Vladimír Vyoral 8 /3, celkem 717 bodů v 8 zápasech (4–4). Trenér: Pavel Petera.
- RH Pardubice v Poháru evropských mistrů 1984/85 hrála 3 zápasy (1–2, 183–180) vyřazen od Efes Pilsen SK Istanbul, Turecko (72–77, 62–80).
- NHKG Ostrava v Poháru vítězů pohárů 1983/84 hrála 2 zápasy (1–1 186–187), v osmifinále od UBSC Landis&Gyr Vídeň, Rakousko (118–93, 68–94) vyřazena rozdílem jednoho bodu ve skore.
- Vítězem ankety Basketbalista roku 1984 byl Zdeněk Böhm.
- „All Stars“ československé basketbalové ligy – nejlepší pětka hráčů basketbalové sezóny 1984/85: Stanislav Kropilák, Jaroslav Skála, Zdeněk Böhm, Peter Rajniak, Vlastimil Havlík.